# Frota da Ferrovia Oeste do Paraná
A relação abaixo representa a frota de locomotivas que operam na Ferrovia Oeste do Paraná S/A., são locomotivas locadas pertencentes a Transferro do fabricante  EMD e de locomotivas  EMAQ compradas da Ferrovia Centro Atlântica em 2014 e 2015, em dois lotes pela Ferroeste.

## Frota de Locomotivas[2]
Fabricadas pela Electro-Motive Divison (atual Electro-Motive Diesel) e pela EMAQ/MLW.
| MODELO | ANO DE PRODUÇÃO | FABRICANTE | TOTAL | RODAGEM | POTÊNCIA TOTAL / DISPONÍVEL | MOTOR    | IMAGEM |
| ------ | --------------- | ---------- | ----- | ------- | --------------------------- | -------- | ------ |
| G12    | 1957            | EMD/GMD    | 5     | B-B     | 1425/1310 hp                | 12-567C  |        |
| G12M   | 1957            | EMD/GMD    | 2     | B-B     | 1650/1500 hp                | 12-645E  |        |
| GL8    | 1960/1961       | EMD/GMD    | 1     | B-B     | 950/875 hp                  | 8-567C   |        |
| MX620  | 1980            | MLW/EMAQ   | 7     | C-C     | 2200/2000 hp                | ALCO 251 |        |